# Ccache
ccache est un logiciel libre de cache de compilation. Il permet d'éviter des compilations déjà effectuées, et permet des accélérations de 5 à 10 fois.[réf. nécessaire]